# Ellen Fiedler
Ellen Fiedler (* 26. November 1958 in Demmin als Ellen Neumann) ist eine ehemalige deutsche Leichtathletin und Olympiamedaillengewinnerin (für die DDR startend).

## Leben
Ellen Fiedler wurde 1981, 1982 und 1983 DDR-Meisterin im 400-Meter-Hürdenlauf.
Sie gewann über die 400 Meter Hürden bei den Weltmeisterschaften 1980 Silber hinter Bärbel Broschat, ebenfalls aus der DDR. Bei den Weltmeisterschaften 1983 wurde sie Dritte. 1986 lief sie bei den Europameisterschaften auf Platz sechs.
Danach beendete sie ihre Karriere, kehrte jedoch nach eineinhalb Jahren Pause zurück. Bei den Olympischen Spielen 1988 in Seoul gewann sie die Bronzemedaille im 400-Meter-Hürdenlauf hinter der Australierin Debbie Flintoff-King (Gold) und Tazzjana Ljadouskaja (Silber) aus der UdSSR. Für diesen Erfolg wurde sie mit dem Vaterländischen Verdienstorden in Bronze ausgezeichnet.
Ellen Fiedler startete für den SC Dynamo Berlin. Sie hatte bei einer Größe von 1,76 m ein Wettkampfgewicht von 66 kg. In den nach der Wende öffentlich gewordenen Unterlagen zum Staatsdoping in der DDR fand sich bei den gedopten Sportlerinnen auch der Name von Fiedler.